# 타가스테

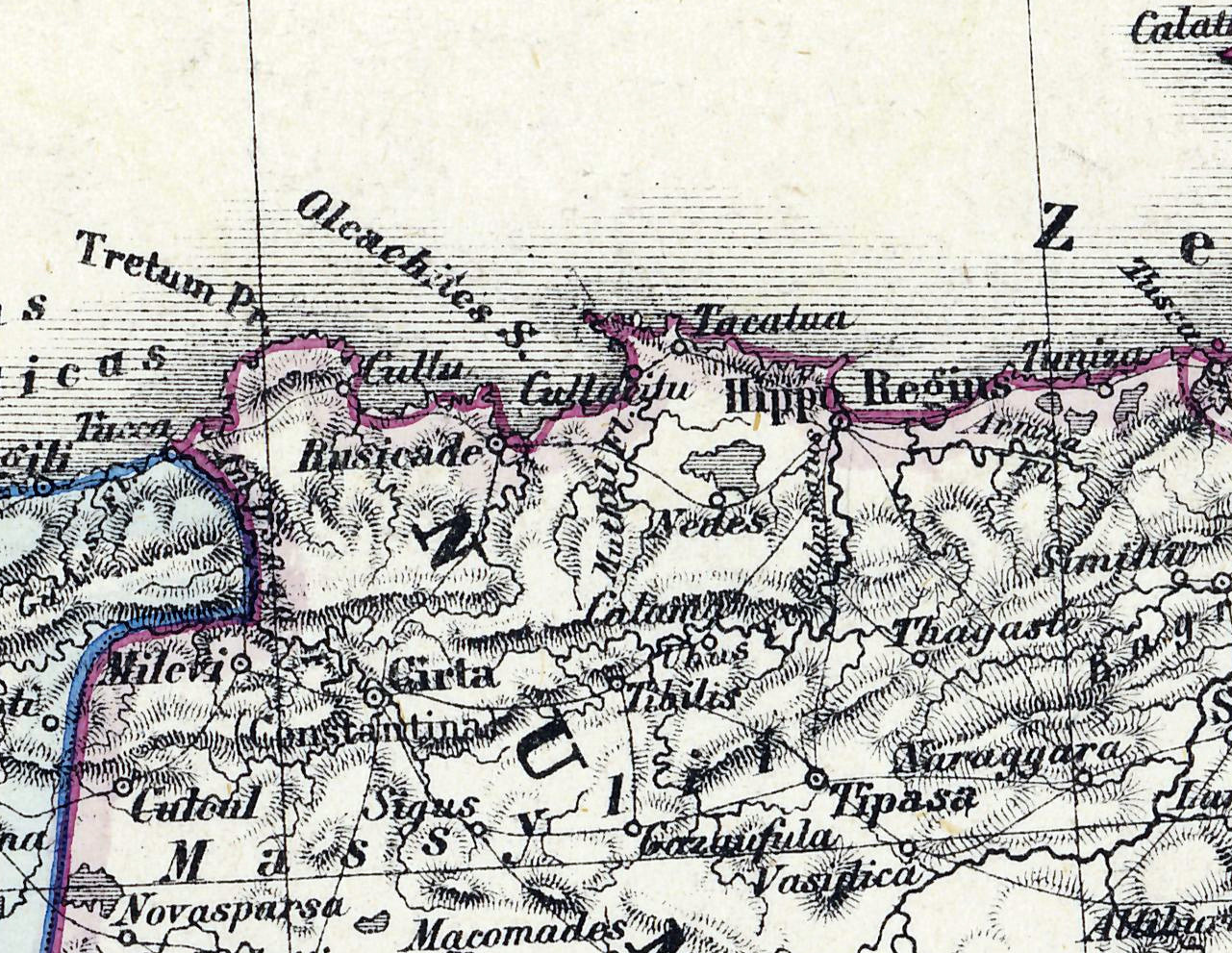

타가스테(Thagste 혹은 Tageste)는 로마 제국시대의 지명이며, 북아프리카 지중해 해안에 위치한 작은 도시이다. 오늘날 수크아라스 주의 수크아라스에 위치한다. 타가스테는 히포 레기우스(Hippo Regius)에서 조금 떨어져 있으며 카르타고 (오늘날 튀니지)로부터 약 200km 떨어져 있고 마다우로스에서 50km 떨어져 있다.
또한 타가스테는 특히 성 아우스티누스의 고향으로 유명하다.

## 같이 보기
- 히포 레기우스